# Pseudoblennius cottoides
Pseudoblennius cottoides är en fiskart som först beskrevs av Richardson, 1848.  Pseudoblennius cottoides ingår i släktet Pseudoblennius och familjen simpor. Inga underarter finns listade i Catalogue of Life.